# Progress
För andra betydelser, se Progress (olika betydelser).
Progress (ryska: Прогресс) är en obemannad rysk rymdfarkost och var Rysslands motsvarighet till Europas Automated transfer vehicle (ATV) och till Japans planerade H-II Transfer Vehicle (HTV). Den utvecklades under Sovjet-tiden och har många likheter med Sojuz-skeppet. Progress togs fram för att förse Saljut 6–7 och framtida sovjetiska rymdstationer med extra förnödenheter och experiment. Sojuz-raketen används för att skjuta upp farkosten.

## Progress
Den första modellen av Progress flög 42 gånger mellan januari 1978 och maj 1990. Denna variant dockades alltid vid den bakre dockningsporten på de tre stationer man flög den till.
- Startvikt: 7 020–7 249 kg
- Last (Progress 1–24): ~2 300 kg
- Last (Progress 24–42): ~2 500 kg
- Längd: 7,94 m
- Lastmodulens diameter: 2,2 m
- Största diameter: 2,72 m
- Lastutrymme: 6,6 m³

## Progress M
Från augusti 1989 och fram till att Mir skrotades genomfördes 43 flygningar med denna variant till Mir. Hittills har man även gjort 18 flygningar till ISS och fler är planerade. Vid tio av flygningarna till Mir användes också återinträdeskapseln Raduga
- Startvikt: 7 130 kg
- Last: 2 600 kg
- Torr last: 1 500 kg
- Flytande last: 1 540 kg
- Längd: 7,23 m
- Solpanelsspann: 10,6 m
- Tor lastutrymme: 7,6 m³
- Lastmodulens diameter: 2,2 m
- Största diameter: 2,72 m

## Progress M1
Progress M1 är en variant som kan frakta mer bränsle än torr last till rymdstationer. Denna variant har flugits 11 gånger.
- Startvikt: 7 150 kg
- Maxlast: 2 230 kg
- Största mängd bränsle: 1 950 kg
- Största mängd torr last: 1 800 kg

## Progress M2
Progress M2 var ett förslag till en större farkost som var tänkt att förse Mir-2 med förnödenheter, men även med hela moduler.

## Progress MS
Progress MS ersatte Progress M i slutet av 2015.

## Progress M-SO1, M-MIM2, M-UM
Progress M-SO1, Progress M-MIM2 och Progress M-UM är tre modifierade Progressfarkoster som har levererat och kommer att leverera moduler till Internationella rymdstationen.